# Autrecourt-et-Pourron
Pour les articles homonymes, voir Autrecourt et Pourron.
Autrecourt-et-Pourron est une commune française située dans le département des Ardennes, en région Grand Est.

## Géographie
| Haraucourt        | Villers-devant-Mouzon |        |
| Raucourt-et-Flaba | Autrecourt-et-Pourron | Mouzon |
|                   | Yoncq                 |        |

### Hydrographie
La commune est dans le bassin versant de la Meuse au sein du bassin Rhin-Meuse. Elle est drainée par la Meuse, le ruisseau de Yoncq et le ruisseau de Brouhan,.
La Meuse, d'une longueur de 486 km, est un fleuve européen qui prend sa source en France, dans la commune du Châtelet-sur-Meuse, à 409 mètres d'altitude, et se jette dans la mer du Nord après un cours long d'approximativement 950 kilomètres traversant la France, la Belgique et les Pays-Bas. Elle s'écoule du sud-est vers le nord-ouest et longe la commune sur une longueur d'environ 1,1 km sur son flanc nord-est, constituant une limite séparative avec la commune de Mouzon.
Le ruisseau de Yoncq, d'une longueur de 17 km, prend sa source dans la commune de Saint-Pierremont et se jette  dans la Meuse à Mouzon, après avoir traversé six communes.

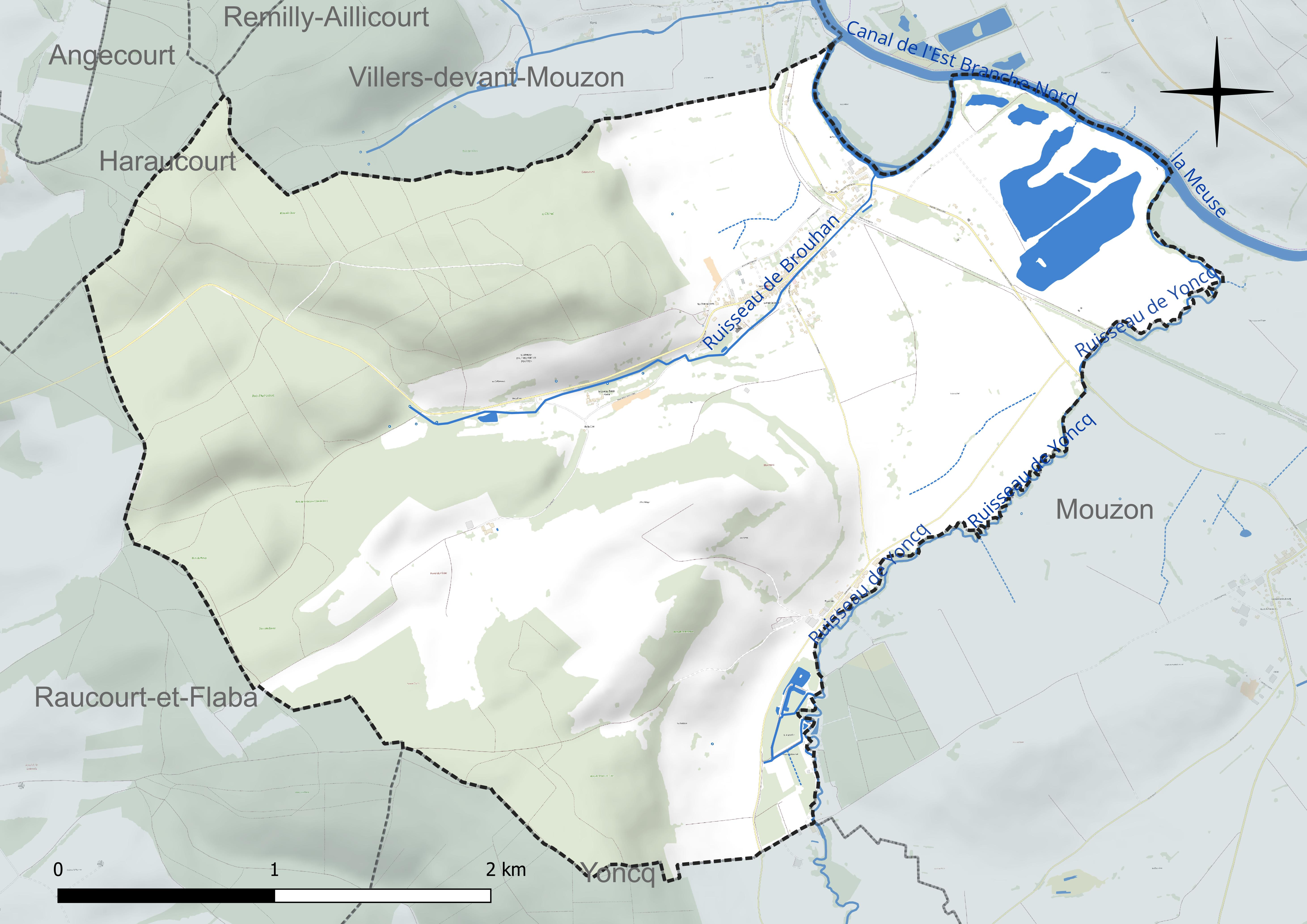
Réseaux hydrographique d'Autrecourt-et-Pourron.

### Climat
Pour des articles plus généraux, voir Climat du Grand Est et Climat des Ardennes.
En 2010, le climat de la commune est de type climat de montagne, selon une étude du Centre national de la recherche scientifique s'appuyant sur une série de données couvrant la période 1971-2000. En 2020, Météo-France publie une typologie des climats de la France métropolitaine dans laquelle la commune est exposée à un climat océanique altéré et est dans la région climatique Lorraine, plateau de Langres, Morvan, caractérisée par un hiver rude (1,5 °C), des vents modérés et des brouillards fréquents en automne et hiver.
Pour la période 1971-2000, la température annuelle moyenne est de 10 °C, avec une amplitude thermique annuelle de 15,7 °C. Le cumul annuel moyen de précipitations est de 925 mm, avec 13,6 jours de précipitations en janvier et 9,5 jours en juillet. Pour la période 1991-2020, la température moyenne annuelle observée sur la station météorologique de Météo-France la plus proche, « Douzy », sur la commune de Douzy à 7 km à vol d'oiseau, est de 10,5 °C et le cumul annuel moyen de précipitations est de 857,0 mm. 
La température maximale relevée sur cette station est de 40,3 °C, atteinte le 25 juillet 2019 ; la température minimale est de −14,8 °C, atteinte le 3 janvier 2004,,.
Les paramètres climatiques de la commune ont été estimés pour le milieu du siècle (2041-2070) selon différents scénarios d'émission de gaz à effet de serre à partir des nouvelles projections climatiques de référence DRIAS-2020. Ils sont consultables sur un site dédié publié par Météo-France en novembre 2022.

## Urbanisme

### Typologie
Au 1er janvier 2024, Autrecourt-et-Pourron est catégorisée commune rurale à habitat dispersé, selon la nouvelle grille communale de densité à 7 niveaux définie par l'Insee en 2022.
Elle est située hors unité urbaine. Par ailleurs la commune fait partie de l'aire d'attraction de Sedan, dont elle est une commune de la couronne,. Cette aire, qui regroupe 31 communes, est catégorisée dans les aires de moins de 50 000 habitants,.

### Occupation des sols
L'occupation des sols de la commune, telle qu'elle ressort de la base de données européenne d’occupation biophysique des sols Corine Land Cover (CLC), est marquée par l'importance des territoires agricoles (50,1 % en 2018), en diminution par rapport à 1990 (52,8 %). La répartition détaillée en 2018 est la suivante :
forêts (42,9 %), prairies (37,3 %), terres arables (12,6 %), eaux continentales (4,1 %), zones urbanisées (2,9 %), zones agricoles hétérogènes (0,2 %). L'évolution de l’occupation des sols de la commune et de ses infrastructures peut être observée sur les différentes représentations cartographiques du territoire : la carte de Cassini (XVIIIe siècle), la carte d'état-major (1820-1866) et les cartes ou photos aériennes de l'IGN pour la période actuelle (1950 à aujourd'hui).

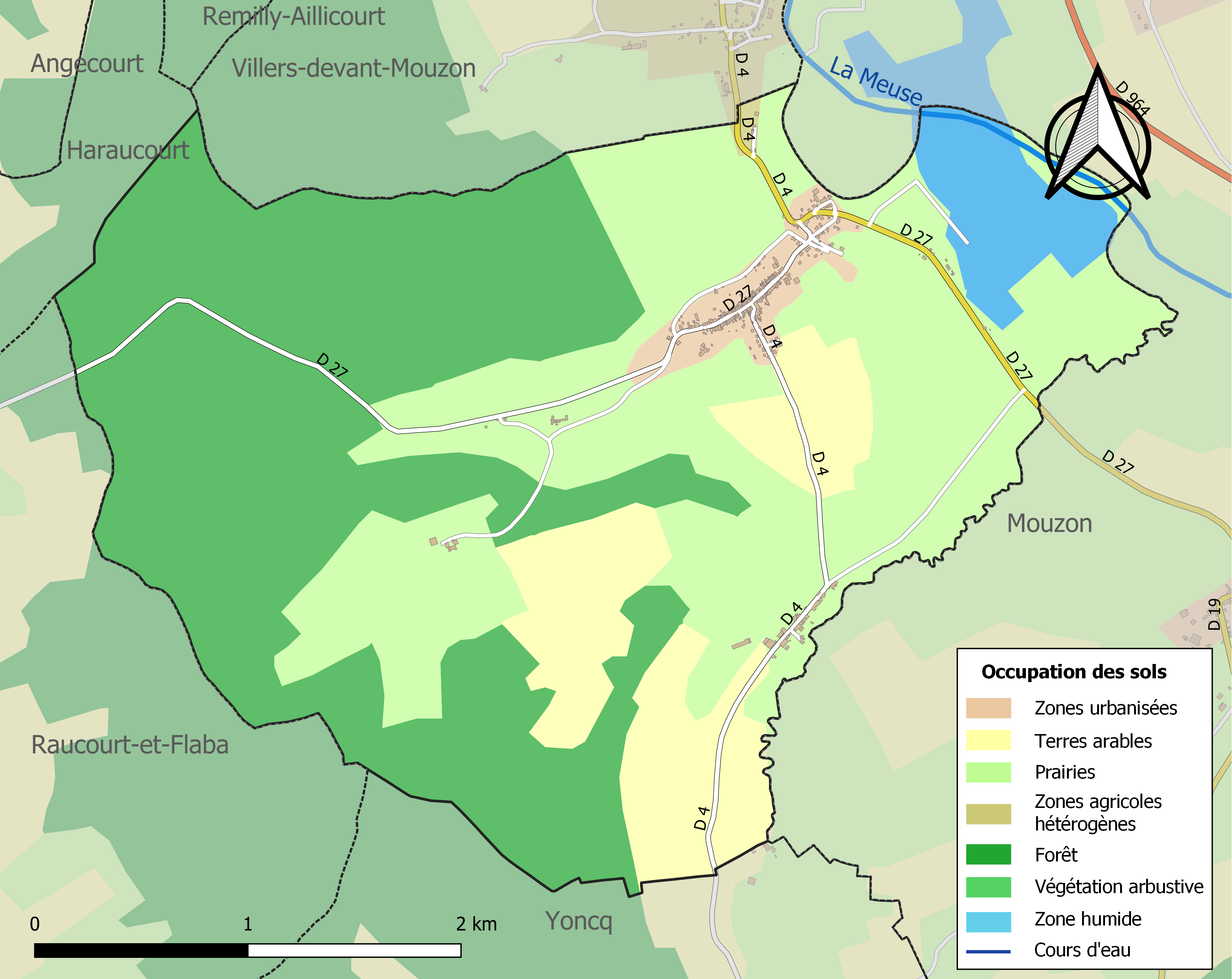
Carte des infrastructures et de l'occupation des sols de la commune en 2018 (CLC).

## Histoire

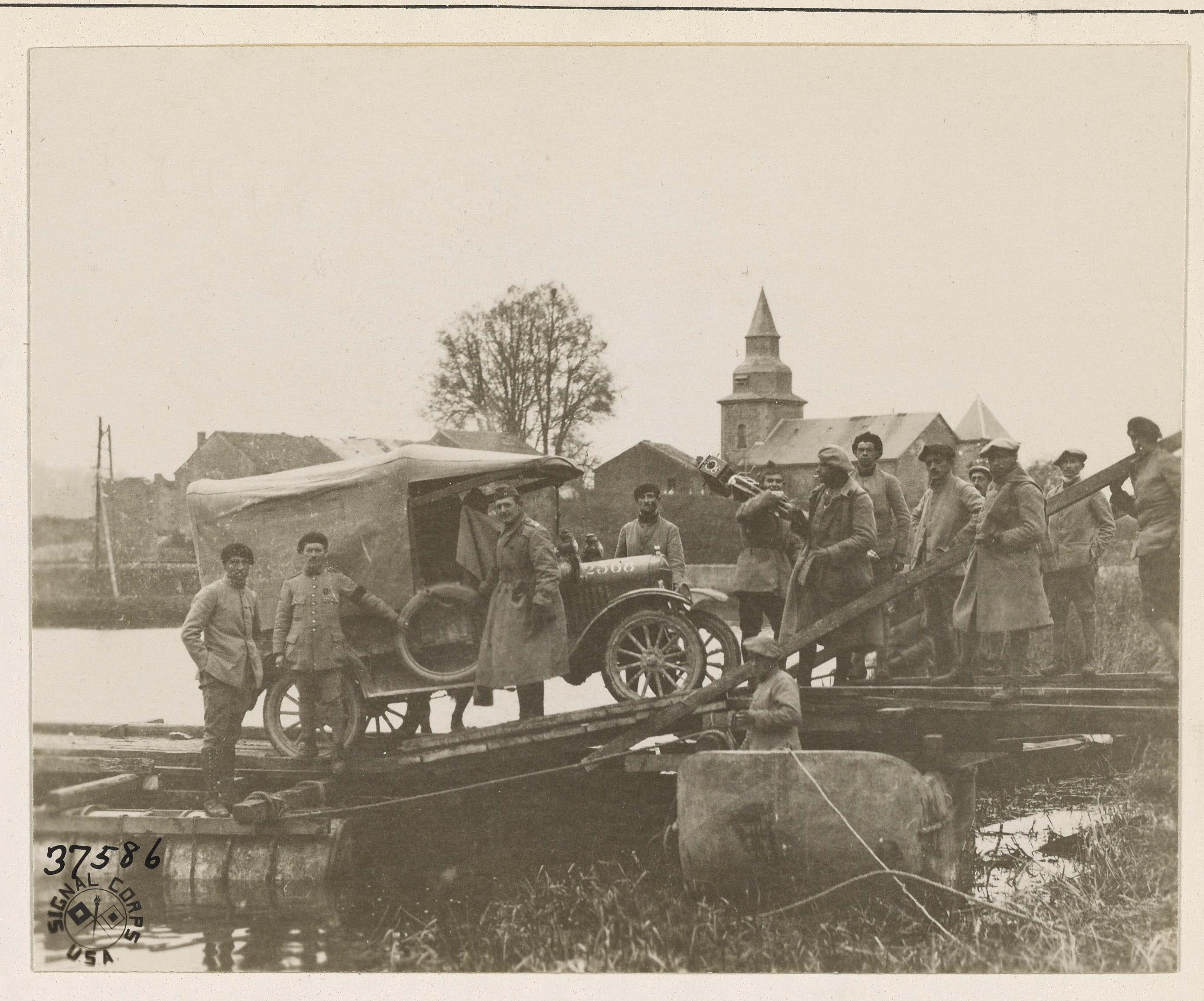
Pendant la Grande Guerre, N.A.R.A.

## Politique et administration
À l'issue de l'élection présidentielle de 2017, le candidat de la France Insoumise, Jean-Luc Mélenchon, est arrivé en tête du premier tour dans la commune avec 24,21% des suffrages exprimés (46 voix); Autrecourt-et-Pourron étant d'ailleurs la commune des Ardennes qu'il remporta avec le plus petit pourcentage. Il devançait de deux voix la candidate frontiste Marine Le Pen (23,16%) et de 4 voix François Fillon (22,11%).

Le second tour s'est quant à lui soldé par la victoire par la victoire d'Emmanuel Macron (100 voix, soit 59,52% des suffrages exprimés, contre 68 voix et 40,48% des suffrages exprimés pour Marine Le Pen).
| Période                                  | Période   | Identité        | Étiquette | Qualité |
| ---------------------------------------- | --------- | --------------- | --------- | ------- |
| 1700                                     |           | Jean Simonnet   |           | Maçon   |
| 1879                                     |           | Lejeune         |           |         |
| mars 2001                                | mars 2008 | Bruno Charlot   |           |         |
| mars 2008                                | juin 2020 | Alain Alexandre |           | Cadre   |
| juin 2020                                | En cours  | Brice Parisot   |           | Cadre   |
| Les données manquantes sont à compléter. |           |                 |           |         |

## Démographie
L'évolution du nombre d'habitants est connue à travers les recensements de la population effectués dans la commune depuis 1793. Pour les communes de moins de 10 000 habitants, une enquête de recensement portant sur toute la population est réalisée tous les cinq ans, les populations de référence des années intermédiaires étant quant à elles estimées par interpolation ou extrapolation. Pour la commune, le premier recensement exhaustif entrant dans le cadre du nouveau dispositif a été réalisé en 2008.

En 2022, la commune comptait 338 habitants, en évolution de −1,74 % par rapport à 2016 (Ardennes : −2,97 %, France hors Mayotte : +2,11 %).
| 1793 | 1800 | 1806 | 1821 | 1831 | 1836 | 1841 | 1846 | 1851 |
| ---- | ---- | ---- | ---- | ---- | ---- | ---- | ---- | ---- |
| 535  | 604  | 663  | 640  | 907  | 995  | 906  | 906  | 872  |

| 1866 | 1872 | 1876 | 1881 | 1886 | 1891 | 1896 | 1901 | 1906 |
| ---- | ---- | ---- | ---- | ---- | ---- | ---- | ---- | ---- |
| 894  | 916  | 851  | 725  | 661  | 615  | 641  | 567  | 472  |

| 1911 | 1921 | 1926 | 1931 | 1936 | 1946 | 1954 | 1962 | 1968 |
| ---- | ---- | ---- | ---- | ---- | ---- | ---- | ---- | ---- |
| 474  | 376  | 439  | 413  | 412  | 357  | 468  | 472  | 483  |

| 1975 | 1982 | 1990 | 1999 | 2006 | 2008 | 2013 | 2018 | 2022 |
| ---- | ---- | ---- | ---- | ---- | ---- | ---- | ---- | ---- |
| 442  | 442  | 383  | 350  | 348  | 347  | 346  | 341  | 338  |

## Culture locale et patrimoine

### Lieux et monuments
- Le château d'Autrecourt-et-Pourron.
- Église Saint-Victor d'Autrecourt-et-Pourron.

### Héraldique
| Armes d’Autrecourt-et-Pourron | Les armes d’Autrecourt-et-Pourron se blasonnent ainsi : D’or à la barre d’azur chargée de trois étoiles de six rais d’argent posées à plomb, accompagnée en chef d’un croissant de gueules et en pointe d’une feuille de chêne de sinople posée en barre. |